# Widłowa Jama

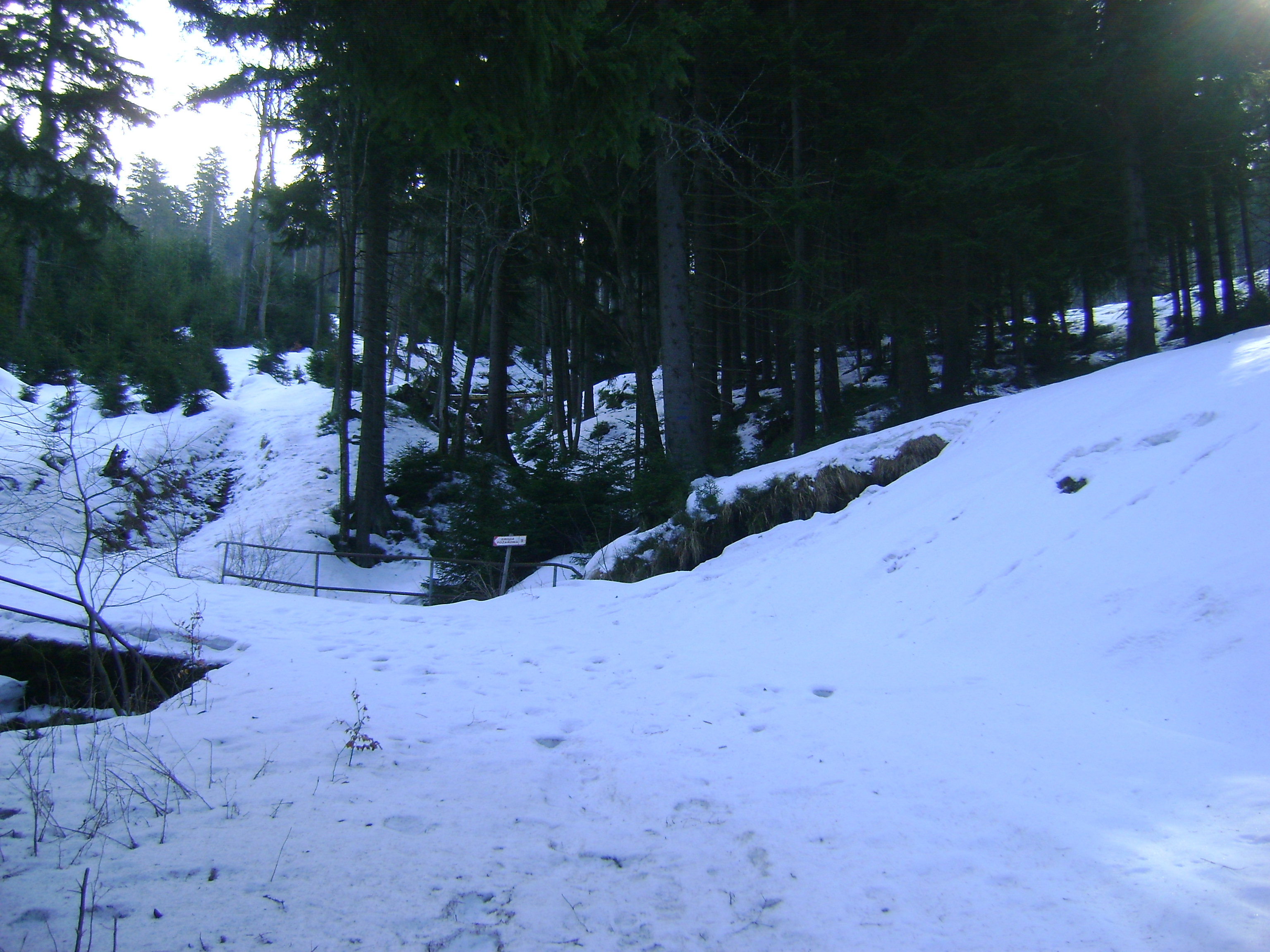
Widłowa Jama na poziomie 1000 m n.p.m. poniżej ciągnie się w dół Czarny Rów

Widłowa Jama – geologiczny twór przyrody, w południowo-zachodniej Polsce w Sudetach Wschodnich, w Masywie Śnieżnika.

## Położenie
Widłowa Jama, położona jest w Sudetach Wschodnich, na terenie Śnieżnickiego Parku Krajobrazowego w środkowo-wschodniej części Masywu Śnieżnika, około 5,6 km, na północny wschód od Goworowa. Po północno-zachodniej stronie od Przełęczy Puchacza.

## Charakterystyka
Dolina erozyjna położona na poziomie 1000–1125 m n.p.m., wcinająca się zachodnie zbocze grzbietu odchodzącego od Śnieżnika w kierunku SW, zbudowanego z gnejsowych skał, metamorfiku Lądka i Śnieżnika. Oś Jamy rozciąga się na kierunku NE-SW między zboczami Goworka położonego po północnej stronie i Puchacza po południowej stronie. Jama stanowi naturalne obniżenie zbocza, powstałe w okresie ostatniego zlodowacenia. Stoki Jamy porośnięte są dolnoreglowym lasem świerkowym. W górnej części Jamy, w okolicy Przełęczy Puchacza poniżej granicy państwowej na wysokości 1120 m n.p.m., położone są źródła potoku Goworówka.

## Turystyka
Dolną częścią Jamy prowadzi szlak turystyczny:
- – prowadzący przez Międzylesie, Jodłów doliną część Jamy, Halę pod Śnieżnikiem i dalej.